# Stazione di Tallone
La stazione di Tallone è stata una fermata ferroviaria posta lungo la ex linea ferroviaria a scartamento ridotto Bastia-Porto Vecchio chiusa nel 1943 a causa della seconda guerra mondiale, era a servizio del comune di Tallone in Corsica isola della Francia.

## Storia
La fermata venne inaugurata nel 1º febbraio 1888. Continuò il suo esercizio fino al 1943 insieme alla linea a causa l'esercito tedesco in ritirata fece saltare diciotto ponti e distrusse il materiale rotabile, facendo terminare bruscamente l'esercizio.